# Нарковойна в Мексике

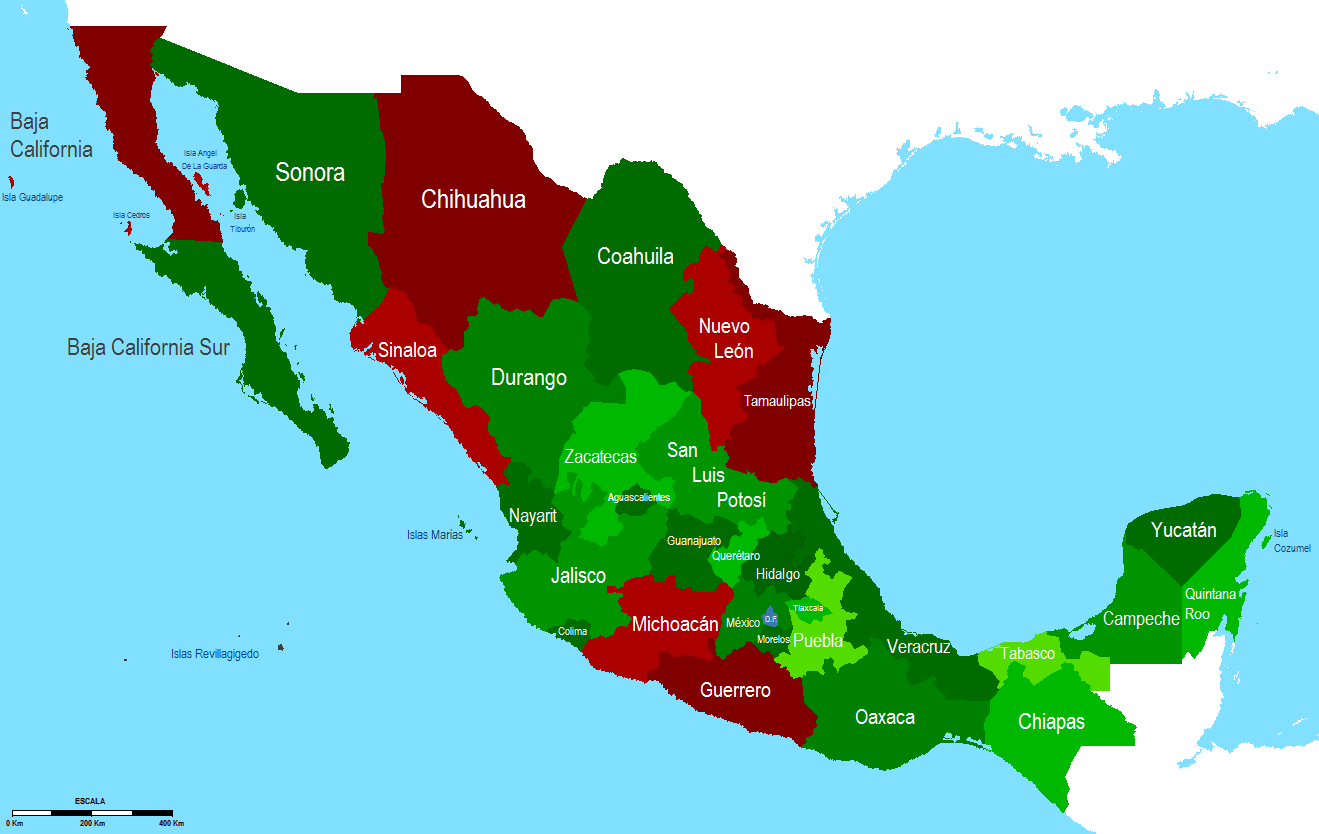
карта боевых действий (красным выделены места наиболее интенсивных боевых действий)

Нарковойна́ в Ме́ксике (исп. Guerra contra el narcotráfico en México) — асимметричный вооружённый конфликт между враждующими наркокартелями, правительственными войсками и полицией в Мексике. Только за 5 первых лет (с конца 2006 года по 2011 год) жертвами вооружённой борьбы мексиканских наркокартелей между собой, а также против сил федерального правительства стали более 47,5 тысяч человек.
Мексиканские наркокартели существуют уже несколько десятилетий, и уже с 1970-х годов отмечено содействие их деятельности со стороны некоторых государственных структур Мексики. Мексиканские наркокартели усилились после распада в 1990-х годах колумбийских наркокартелей — Медельинского и Кали. В настоящее время Мексика является основным иностранным поставщиком каннабиса, кокаина и метамфетамина в США, а мексиканские наркокартели доминируют на оптовом незаконном рынке наркотиков в США.
Аресты лидеров картелей привели к повышению уровня насилия, так как обострили борьбу картелей между собой за контроль над маршрутами доставки наркотиков в США.
Соединённые Штаты — главный источник оружия, задействованного в разборках наркокартелей в Мексике. В отдельных районах Мексики наркокартели накопили оружие армейского образца, имеют в своём штате бывших сотрудников специальных вооружённых сил, проводят активную контрразведку, имеют пособников среди властей и армию рядовых из числа бедных молодых людей, стремящихся присоединиться к ним.
Против наркокартелей выступает полиция, вооружённые силы Мексики и антинаркотическая служба DEA США. Правительство Мексики при правлении Фелипе Кальдерона впервые нанесло ощутимый удар по картелям, среди прочих средств, выдавая их наиболее активных членов иностранным государствам (в первую очередь властям США), конфискуя денежные средства и оружие. Сайт YouTube стал пропагандистской площадкой нарковойны, где анонимные компании загружают видеофильмы и оды картелям и их предводителям, в которых восхваляются преимущества лидера одного картеля над другим.

## История
Мексика стала крупным поставщиком нелегального алкоголя в США во время «сухого закона» (1919—1933), а после его отмены сформировавшиеся организованные преступные сообщества приступили к поставкам в Соединенные Штаты героина и каннабиса. До 1980-х годов Мексика оставалась страной транзита наркотиков — собственное производство наркотических веществ, равно как и их потребление, в стране были незначительны. При активизации правоохранительной деятельности в Южной Флориде и Карибском бассейне, колумбийская организованная преступность наладила партнерские отношения с мексиканскими картелями для массовой транспортировки кокаина через Мексику в США.
В декабре 1982 года правительством Мексики был принят Национальный план по борьбе с наркотиками, предусматривавший разгром сил организованной преступности с использованием армейских подразделений. В августе 1987 года генеральный прокурор Мексики Серхио Гарсиа Рамирес выступил с отчётом о результатах выполнения Национального плана. В общей сложности, с декабря 1982 года до 15 августа 1987 года в борьбе с наркоторговцами, производителями наркотиков и вооружёнными бандами приняли участие 25 тыс. военнослужащих мексиканской армии, ими были сожжены 348 350 плантаций опиумного мака, 215 000 плантаций марихуаны, арестованы 19479 преступников (19 366 мексиканцев и 113 иностранных граждан).
К середине 1980-х мексиканские организации устойчиво функционировали и являлись надежными перевозчиками колумбийского кокаина. Изначально мексиканские банды получали денежные средства за свои услуги по транспортировке наркотиков, но к концу 1980-х перешли на механизм оплаты самим продуктом, то есть непосредственно наркотиками. Транспортировщики из Мексики обычно получали от 35 до 50 % от транспортируемого объёма кокаина, который затем продавался в США.
После разгрома картеля Эскобара мексиканские преступники начали действовать самостоятельно и смогли сконцентрировать основные финансовые потоки от транспортировки наркотиков. Доходы мексиканских наркокартелей, по приблизительным оценкам, составляют от 16 до 50 млрд долларов ежегодно, в наркоторговлю вовлечены миллионы жителей страны.
Мексиканские наркокартели исключительно многочисленны, имеют развитые и хорошо оснащенные частные армии, которые пополняются в том числе бывшими сотрудниками мексиканской армии и полиции. Боевики оснащены автоматическим оружием, гранатомётами, имеют современную экипировку и средства связи, броневики и т. д. Общая численность боевиков всех мексиканских наркокартелей составляет около 100 тысяч человек. С течением времени соотношение сил между различными мексиканскими картелями изменяется, возникают новые, старые ослабевают и разваливаются. Сбои в системе — например, арест или смерть лидера картеля — порождает кровопролитие, вызванное вакуумом власти. Подобные ситуации иногда являются результатом успехов органов правопорядка, поэтому картели часто пытаются использовать правоохранительные органы для борьбы друг с другом, либо путём подкупа мексиканских чиновников для принятия мер в отношении соперника, либо путём организации утечки разведданных об операциях мексиканского правительства и сил США.
Начало борьбы между конкурирующими наркокартелями было положено после ареста в 1989 году Мигеля Анхеля Феликса Гальярдо, основавшего кокаиновый бизнес в Мексике. Некоторое затишье в боевых действиях наблюдалось в конце 1990-х, но с 2000 года уровень насилия неуклонно растёт. В связи с этим, в 2006 году мексиканские власти начали полномасштабную войну против наркокартелей.

## Наркокартели
Колоссальные обороты нелегального бизнеса позволяют существовать в Мексике более чем десятку наркокартелей, среди которых четыре-пять являются основными и полностью контролируют преступную деятельность в тех или иных районах страны. Социальной базой наркокартелей является безработная молодёжь из бедных и криминализированных провинциальных городов, многими из которых наркобароны фактически управляют. Мексиканская диаспора в США обеспечивает транспортировку и сбыт наркотиков, однако за последние десятилетия наркомания стала социальной проблемой и в самой Мексике, которая превратилась в крупного потребителя наркотических веществ. Из США и стран Центральной Америки в страну нелегально поставляется большое количество оружия, каждый наркокартель имеет хорошо вооружённые частные армии боевиков, по уровню оснащения и подготовке мало чем уступающие правительственным силовым структурам. Наркокартели имеют тесные связи с коррумпированными чиновниками как в Мехико, так и в отдельных штатах; поражены коррупцией и силовые структуры, которые нередко используются не для борьбы с наркоторговлей, а для передела рынка между наркокартелями. Ежегодно Мексика получает от США 1,6 млрд долларов на борьбу с наркобизнесом, эти средства являются значимой доходной статьёй национального бюджета страны в целом и силовых структур в частности.
Наркокартели зачастую сотрудничают и вступают во временные альянсы как друг с другом, так и с организованными преступными группировками за пределами страны, прежде всего, в США, Колумбии и Центральной Америке. Тем не менее, борьба за финансовые потоки, власть и влияние осуществляется постоянно и сопровождается большим числом жертв. В ходе столкновений боевиков разных наркокартелей число жертв достигает десятков человек, многие убийства совершаются с демонстративной жестокостью для устрашения конкурентов.
В отличие от Пабло Эскобара, мексиканские наркобароны никогда не претендовали на политическую власть в стране, хотя на их счету множество терактов, покушений и убийств чиновников в отдельных штатах. Во многих провинциальных городах наркоторговля и связанные с ней сферы деятельности являются основным занятием местного населения, которое лояльно настроено по отношению к «своим» наркобаронам. Картели организованы, как правило, по территориальному принципу, а в их управлении сильны родственные связи — лидеры картелей передоверяют дела братьям, сыновьям, племянникам и так далее.
Важное значение в деятельности наркокартелей имеет их влияние на органы государственной власти, правоохранительные органы и средства массовой информации.
Наркокартели Мексики активно занимаются пропагандой: они развешивают над самыми оживленными магистралями свои баннеры, с помощью которых они пытаются внушить страх конкурентам и уважение жителям, члены картелей выкладывают видео о своем гламурном образе жизни в TikTok. В 2020 году, во время пандемии COVID-19 картели раздавали жителям гуманитарную помощь.

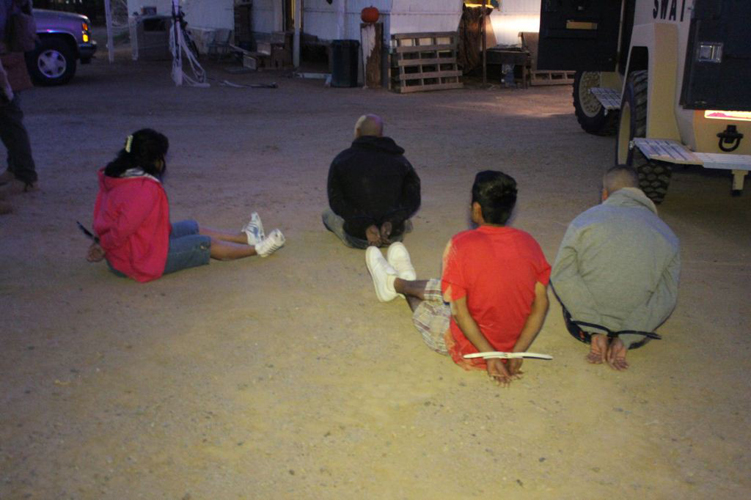
Арест наркодельцов. Чиновники объявили о раскрытии крупного канала наркотикотрафика из Мексики в штат Аризона

## Президентство Висенте Фокса (2000—2006)

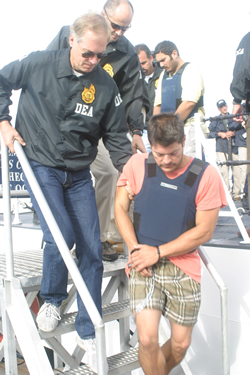
Арест Бенхамина Арельяно Феликса в марте 2002 года

Для борьбы с наркобизнесом президент Висенте Фокс направил войска в города Нуэво-Ларедо и Тамаулипас на границе с США, что, однако, не принесло успеха. Подсчитано, что около 110 человек погибли в Нуэво-Ларедо только за январь-август 2005 года в результате боевых действий между картелями.

## Президентство Фелипе Кальдерона (2006—2012)

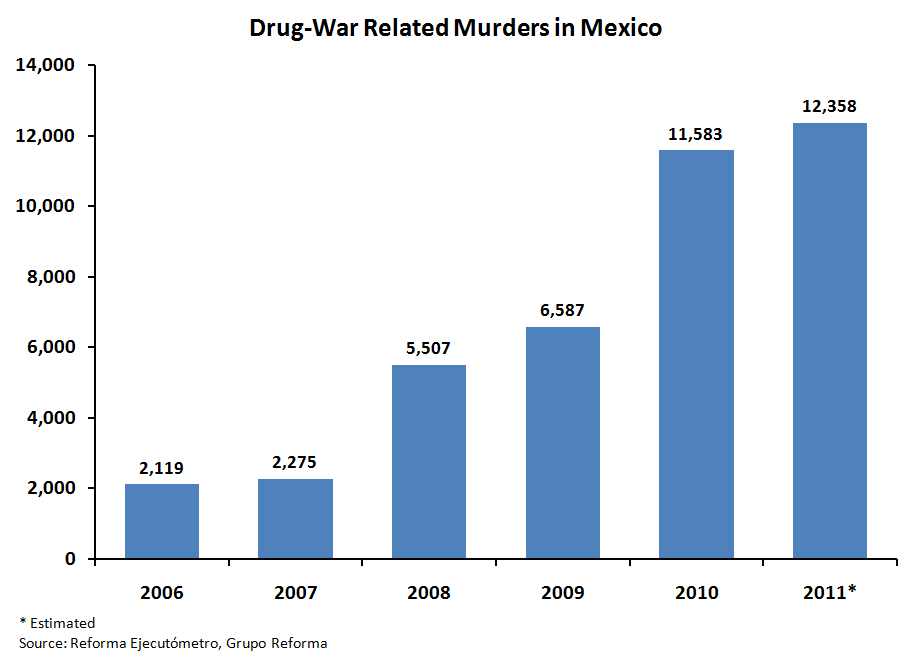
Статистика убийств в Мексике, связанных с незаконным оборотом наркотиков, начиная с 2006 года.

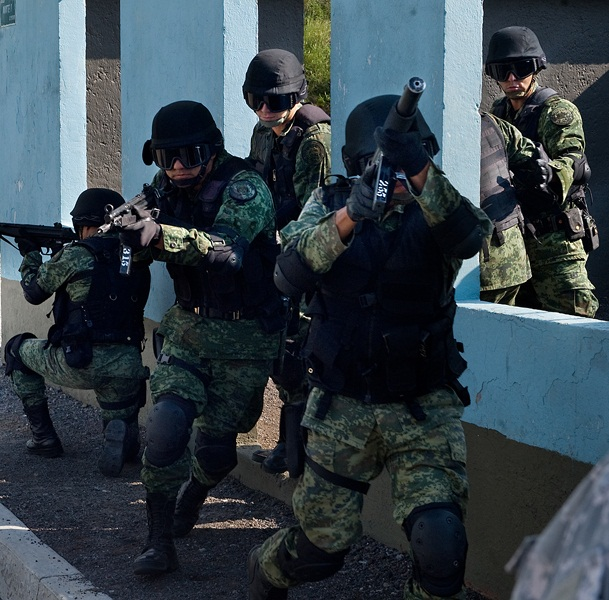
Мексиканские солдаты

Хотя проявления насилия между наркокартелями имели место задолго до начала войны, правительство занимало в целом пассивную позицию в отношении войн картелей в 1990-х и начале 2000-х. Все изменилось 11 декабря 2006, когда вновь избранный президент Фелипе Кальдерон направил федеральные войска в штат Мичоакан до момента прекращения там насилия. Это действие считается первой крупной операцией по борьбе с организованной преступностью, и, как правило, рассматривается как отправная точка в войне между правительством и наркокартелями. Кальдерон продолжил свою кампанию против наркотиков, около 45 тысяч военнослужащих участвовали в ней в дополнение к государственным и федеральным полицейским силам.

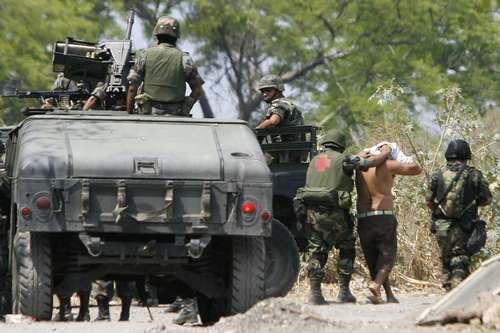
Мексиканские солдаты задерживают подозреваемых в Мичоакане в 2007 году

### Эскалация

#### 2008 год

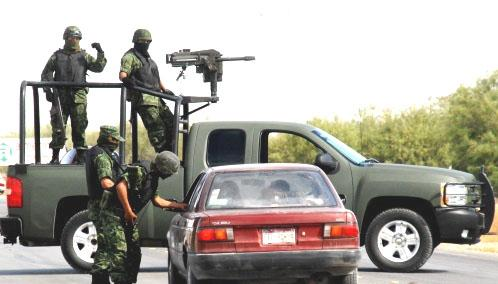
Мексиканские солдаты на контрольно-пропускном пункте

В январе 2008 года в городе Кульякан был арестован один из лидеров картеля «Синалоа» Альфредо Бельтран Лейва (прозвище Эль-Мочомо). Его братья, основатели картеля «Бельтран Лейва», отделились от Синалоа, и, мстя за его арест, организовали убийства нескольких высокопоставленных чиновников в столице Мексики, а также распорядились убить сына главаря «Синалоа».
В апреле 2008 года генерал Серхио Апонте (ответственный за антинаркотическую кампанию в штате Нижняя Калифорния), сделал ряд заявлений о коррупции и сращивании местной полиции с организованной преступностью: подкупленные полицейские подразделения выполняли функции телохранителей для наркоторговцев, занимались похищениями и убийствами людей.
26 апреля 2008 года к востоку от Тихуаны произошёл бой между боевиками картелей «Тихуана» и «Синалоа», в котором применялись пулемёты, 17 боевиков были убиты, ещё 6 ранены и арестованы полицией, остальные скрылись.
8 мая 2008 года был убит комиссар федеральной полиции Эдгар Эусебио Мильян Гомес.
25 октября 2008 в престижном районе Фраксионамьенто-Педрегаль города Тихуана войска и полиция штурмом взяли расположенную здесь виллу, арестовав главаря тихуанского наркокартеля Эдуардо Арельяно Феликса (прозвище «Доктор»), после чего руководство в картеле перешло к его племяннику — Луису Фернандо Санчесу Арельяно. При этом, один из главарей наркокартеля Теодоро Гарсия Сименталь (прозвище «Эль Тео») покинул группировку и начал войну против её нового главаря, в результате Тихуану захлестнула волна насилия, унёсшая по разным источникам жизни от 300 до почти 700 человек.
В течение 2008 года наркокартели вели борьбу за контроль над дорогой через Ногалес (штат Сонора), число убийств в этом городе выросло в три раза, до 126 случаев.
Всего за 2008 год убито 6290 человек.

#### 2009 год
В марте 2009 года президент Кальдерон направил дополнительные войска в город Сьюдад-Хуарес. В США губернаторы Аризоны и Техаса обратились к правительству с просьбой отправить дополнительные подразделения Национальной гвардии для поддержки местных правоохранительных органов.
14 апреля президент США Барак Обама, в рамках сотрудничества между администрациями президентов США и Мексики по борьбе с наркотрафиком, распорядился наложить санкции на наркокартели «Синалоа», «Лос Сетас» и «Ла фамилиа».
В конце мая в ходе крупномасштабной операции военных и федеральной полиции в штате Мичоакан по подозрению в связях с наркомафией одновременно были арестованы мэры десяти городов и ряд высокопоставленных сотрудников правительства штата. В то же время преступники расправлялись с руководителями городов, которые отказывались сотрудничать и не подчинялись бандитским группировкам. Так, в начале октября был похищен и убит мэр города Пуэрто-Паломас Эстанислао Гарсиа, который незадолго до гибели заявлял местным СМИ, что ему угрожают представители криминального мира.
16 декабря в перестрелке с военнослужащими ВМФ Мексики был убит один из руководителей наркокартеля «Белтран Лейва» Артуро Бельтран Лейва, а 30 декабря в городе Кульякан правоохранительные органы задержали его брата и одного из руководителей наркокартеля Карлоса Бельтрана Лейву.
В целом, в 2009 году в ходе войны было убито 7724 человек, из этого количества 2635 убийств, связанным с наркоторговлей и борьбой преступных группировок за сферы влияния были совершены в штате Сьюдад-Хуарес

#### 2010 год

Карта с обозначением сфер влияний наркокартелей по состоянию на май 2010 года.
Тихуанский картель
Бельтран Лейва
Картель Синалоа
Картель Хуареса
Картель Ла Фамилиа
Картель Гольфо
Лос-Сетас
Спорные территории

12 января 2010 года в штате Нижняя Калифорния был пойман один из руководителей тихуанского наркокартеля Теодоро Гарсия Сименталь (прозвище «Эль Тео»).
В феврале картель Лос-Сетас и его союзник картель Бельтран Лейва начали войну против картеля Гольфо в пограничном городе Рейноса, превратив некоторые пограничные города в города-призраки. Сообщалось, что участник картеля Гольфо убил главного лейтенанта Сетас — Виктора Мендозу. Лос-Сетас потребовал, чтобы картель Гольфо нашёл убийцу, но он отказался. Тем самым между двумя группировками вспыхнула новая война.
Картель Гольфо обратился к картелю Синалоа и попросил их о помощи. Вместе с другим врагом Лос-Сетас, картелем Ла Фамилиа Мичоакана, картель Гольфо и картель Синалоа создали альянс, известный как «Новая Федерация», целью которого было уничтожение Лос-Сетас и ещё двух группировок — картеля Хуареса и Тихуанского картеля, что позволило бы Новой Федерации доминировать в мексиканской контрабанде наркотиков, направленной в Соединенные Штаты.
В течение первого квартала 2010 года распался картель Бельтран Лейва, который ранее стал союзником Лос-Сетас и картеля Хуареса для совместной борьбы с картелем Синалоа и его союзниками.
14 июня члены противоборствующих картелей «Сетас» и «Синалоа» устроили бойню в тюрьме города Масатлан. Группа заключённых захватила путём обмана пистолеты и автоматы охраны, ворвалась в соседний тюремный блок и расправилась с членами конкурирующего картеля. Одновременно начались беспорядки в других частях тюрьмы, в результате погибли 29 человек.
19 июня в городе Сьюдад-Хуарес был застрелен глава муниципалитета Гвадалупе-Дистрос-Бравос Мануэль Лара Родригес, скрывавшийся там после получения угроз в свой адрес, а спустя десять дней преступники убили кандидата в губернаторы северо-западного штата Тамаулипас Родольфо Торре Канту. Несколько часов спустя последовало заявление президента Фелипе Кальдерона, в котором он призвал нацию объединиться в борьбе с организованной преступностью и наркомафией:
Это убийство было спланировано не только против Родольфо Канту, но и всего мексиканского общества. Речь идёт о стремлении организованной преступности подорвать демократические институты в стране, и на этот вызов мы все должны ответить твёрдыми и решительными действиями.
29 июля в пригороде Гвадалахары был обнаружен военными и убит в перестрелке один из главарей наркокартеля «Синалоа» Игнасио Коронель. 15 августа вооружёнными людьми в полицейской форме старого образца был похищен и позднее убит мэр Сантьяго Эдельмиро Кавазос, что по мнению губернатора штата Нуэво-Леон Родриго Медины стало ответом наркоторговцев на его попытки побороть коррупцию в полиции Сантьяго, а 29 августа преступники убили мэра города Идальго Марко Антонио Леаль Гарсиа.
В том же месяце в муниципальном районе Тамаулипас военные совершили рейд на ранчо, где находились предполагаемые члены наркокартеля, в ходе перестрелки погибли 4 человека. При обыске территории вокруг ранчо мексиканские военные обнаружили массовое захоронение (тела 72 человек, в том числе 14 женщин).
30 августа властям удалось арестовать влиятельного наркобарона Эдгара Вальдеса (прозвища «Барби», «Команданте» и «Гуэро»).
В начале сентября по оперативной информации спецподразделением военно-морских сил в Пуэбло был арестован один из главарей наркокартеля «Бельтран Лейва» Серхио Вильяреаль (прозвище «Эль Гранде»).
8 сентября госсекретарь США Хиллари Клинтон сделала заявление о ситуации в Мексике: «Мексиканские наркокартели проявляют все больше признаков мятежа. Это все больше и больше напоминает Колумбию 20-летней давности, когда наркоторговцы контролировали целые районы страны», а также заявила, «Мы сталкиваемся с растущей угрозой со стороны хорошо организованной сети незаконного оборота наркотиков. И в некоторых случаях её действия трансформируются в антигосударственный мятеж в Мексике и Центральной Америке». Заявление Клинтон вызвало недовольство со стороны официального Мехико.
26 сентября на курорте Канкун был арестован глава наркокартеля «Сетас» Хосе Анхель Фернандес.
В октябре 2010 года остался без защиты полиции город Лос-Рамонес (9 тыс. чел.) — все 14 полицейских одновременно написали заявления о увольнении
Несмотря на успехи мексиканских правоохранительных органов, бандиты продолжали расправляться с главами городов. 24 сентября был убит мэр города Доктор-Гонсалес Приссилиано Родригес, 27 сентября был забит камнями и. о. мэра города Танситаро Густаво Санчес Севрантес и городского советника Рафаэля Экиуа, а 8 ноября вооружённые преступники похитили и расстреляли новоизбранного мэра города Хуан-Родригес-Клара Грегорио Баррадаса Мировете, бывшего депутата местного парламента доктора Омара Мансура Ассара и экс-мэра Акаюкана Анхель Ланда Карденаса. За несколько дней до этого 6 ноября в ходе перестрелки с военными в городе Матаморос был убит один из лидеров «Картеля Залива» Эсекиль Гарденас Гильен (прозвище Тони Тормента).
7 декабря удалось задержать одного из высокопоставленных членов наркокартеля «Ла Фамилии» Хосе Антонио Аркоса, а на следующий день правительственные силы вошли в город Апацинган, где находились члены «Ла Фамилия». Сотни полицейских и военных при поддержке вертолётов в течение двух дней вели бои с боевиками наркокартеля, в ходе которых погибли 5 полицейских, 3 граждан и 3 боевика, в том числе глава наркокартеля «Ла Фамилиа» Насарио Морено Гонсалес («Бешеный»), смерть которого стала серьёзным ударом по картелю La Familia.
28 декабря в муниципалитете Гвадалупе-Дистрито-Бравос неизвестные похитили последнего оставшегося здесь полицейского Эрику Гандара, после чего город остался без полиции, и в целях обеспечения правопорядка власти направили в город войска.
За четыре года от нарковойны в Мексике погибли в общей сложности 34 612 человек, причём 15 273 смертей пришлось на 2010 год.

#### 2011 год

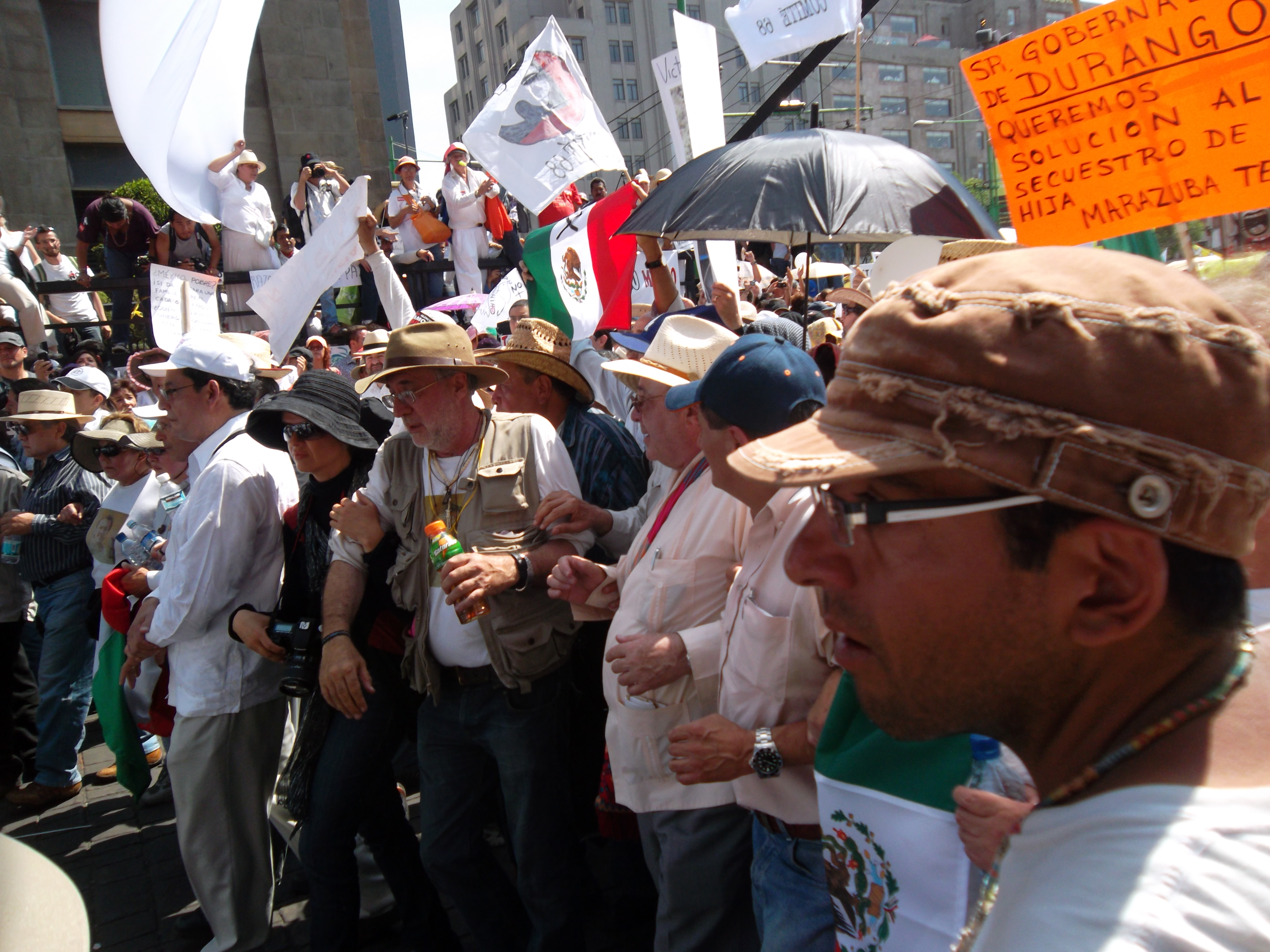
Мексиканцы протестуют против насилия картелей

10 января 2011 в Акапулько было убито 15 человек.
18 января 2011 года около города Оахака был арестован один из основателей картеля «Лос-Сетас» Флавио Мендес Сантьяго (прозвище «Жёлтый»).
21 июня в ходе рейда недалеко от города Агуаскальентес в одноимённом штате в центральной части Мексики мексиканской полицией был задержан наркобарон наркокартеля «Ла Фамилиа» Хосе де Хесус Мендес Варгас. В ходе операции не было произведено ни одного выстрела.
В начале июля 2011 года в штате Мехико мексиканской полицией был арестован один из основателей картеля «Сетас» Хесус Энрике Рехон Агилар.
В июле 2011 Министерство юстиции Соединенных Штатов объявило, что 20-месячная долгая операция привела больше чем к 221 аресту участников картеля Ла Фамилиа в Соединенных Штатах, наряду с конфискациями наличных денег, кокаина, героина и метамфетамина (за пределами Соединенных Штатов операция привела к аресту больше чем 1900 людей). Это заявление было сделано только спустя месяц после того, как мексиканские власти объявили о захвате лидера картеля Ла Фамилиа Хосе де Хесуса Мендеса Варгаса.
В начале августа 2011 года остался без защиты полиции город Асенсьон в штате Чиуауа — полицейские одновременно написали заявления о увольнении.
Правительство Мексики заявило, что в насилии, вызванном контрабандой наркотиков, за 9 месяцев 2011 г. погибли почти 13 тысяч человек. Таким образом, общее число убийств, совершенных наркомафией Мексики, с конца 2006 по 2011 год превысило 47,5 тыс. человек.
2 ноября 2011 года мексиканская федеральная полиция объявила, что картель Ла Фамилиа распался.

#### 2012 год

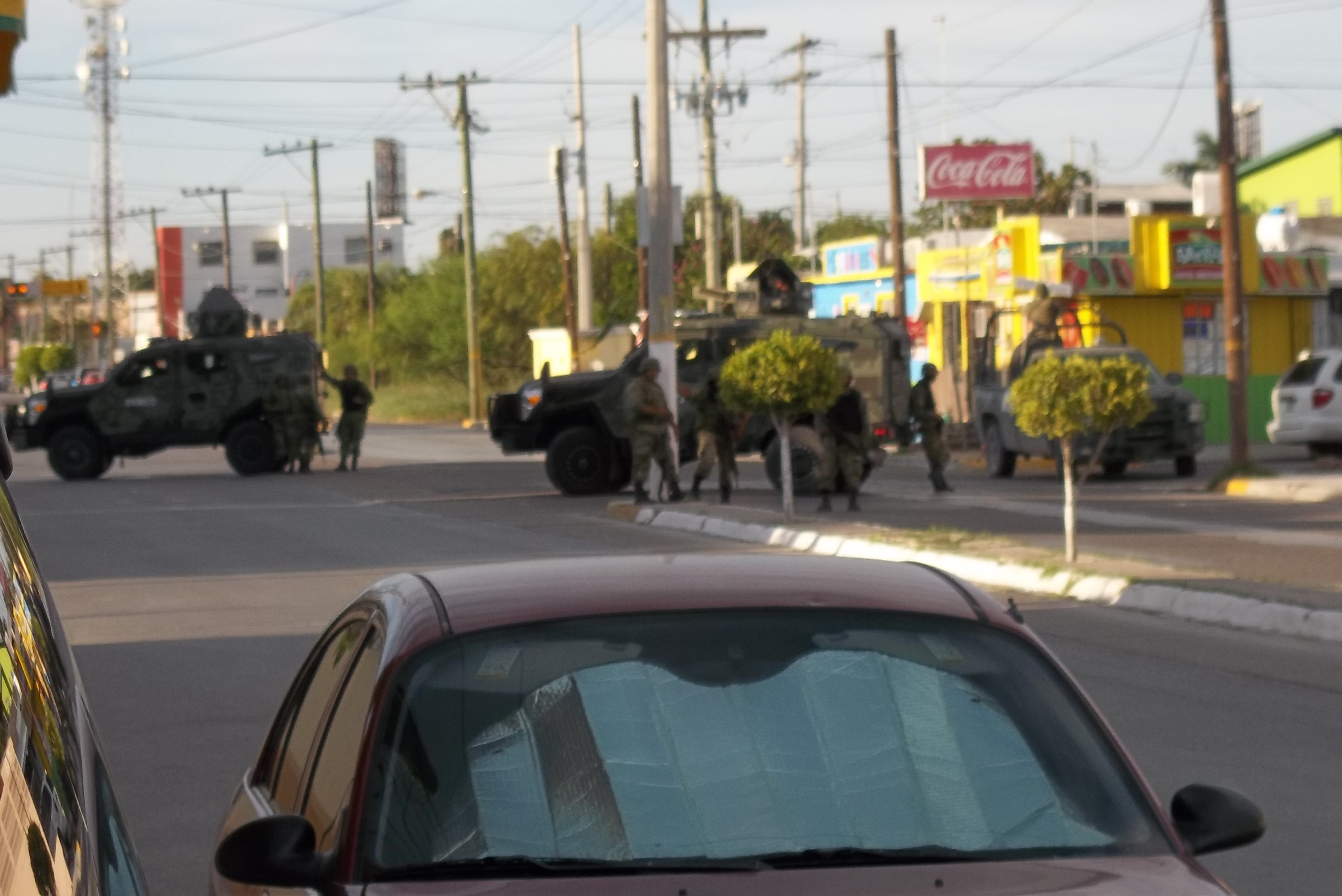
Рейд мексиканской армии в Матаморосе, Тамаулипас в 2012 году

В июле 2012 года остался без защиты полиции муниципалитет Сан-Франсиско-де-Кончос в штате Чиуауа (3 тыс. чел.) — после серии из 12 убийств, совершенных в городе, 90 % полицейских одновременно написали заявления об увольнении.
В сентябре 2012 года на территории штата Веракрус, на побережье Мексиканского залива части морской пехоты обнаружили и вывели из строя радиосеть, использовавшуюся одним из наркокартелей для передачи информации о перемещениях военных и полиции. Сеть включала в себя трансляционное оборудование и несколько радиовышек, одна из которых достигала в высоту 90 метров.

#### 2013 год
В марте 2013 года город Тьерра-Колорада (штат Герреро) заняли 1500 сотрудников гражданской полиции, они арестовали по обвинению в связях с мафией и передали в прокуратуру мэра города, шефа полиции и ещё 12 местных полицейских и 3 гражданских лиц. Проведя облавы и обыски в домах, они обнаружили и изъяли наркотики.
В штате Мичоакан созданные местными жителями отряды самообороны выбили группировку «тамплиеров» из нескольких населённых пунктов, захватив у боевиков картеля несколько бронированных автомашин и стрелковое оружие

#### 2014 год
В ночь с 22 на 23 февраля 2014 года в одном из отелей города Масатлан был арестован главарь картеля Синалоа Хоакин Гусман.

#### 2017 год
30 июня 2017 года в мексиканском штате Синалоа в результате ожесточённого противостояния полицейских и наркодельцов погибли девятнадцать человек, пятеро получили ранения.

#### 2018 год
19 января 2018 года в Мексике убита Гуадалупе Кампанур Тапия, одна из организаторов и лидеров общины Черан (Мичоакан), индейцев пурепеча, изгнавших со своей территории федеральную власть и организованную преступность.
6 февраля 2018 года четверо мужчин на пикапе доставили два обезглавленных тела, изрешечённых пулями, в похоронный дом в городе Гуачочи.

#### 2019 год
30 января 2019 г. президент Андрес Мануэль Лопес Обрадор заявил, что война против наркотрафика закончилась.
15 октября 2019 г. в штате Мичоакан попала в засаду и была расстреляна колонна полицейских. 14 полицейских погибло, ещё 3 получили ранения.
18 октября 2019 г. члены одного из наркокартелей захватили город Кульякан с целью отбить арестованного Овидио Гусмана Лопеса, сына мексиканского наркобарона Хоакина Гусмана, известного под прозвищем Эль Чапо — «Коротышка». В результате власти были вынуждены отпустить арестованного.
24 октября 2019 г. в штате Герреро было убито 9 человек — членов местной банды.

#### 2023 год
5 января 2023 года Овидио Гусман Лопес, сын известного торговца наркотиками Хоакина «Эль Чапо» Гусмана и высокопоставленный член картеля Синалоа, был задержан властями. После этого картель Синалоа начал вооруженные нападения в штате Синалоа, которые привели к гибели десяти солдат, одного полицейского и 19 боевиков картеля.

## Хроника
- В 2005 и 2006 годах в Нуэво-Ларедо было зафиксировано 367 убийств, совершенных картелями[17].
- В 2006 году было убито 62 человека.
- В 2007 году было убито 2477 человек.
- За первое полугодие 2010 года убито около 5 тысяч человек[78].

## В культуре
- «Убийца» - фильм-боевик (2015 г.).
- В 2018 году вышел телесериал «Нарко: Мексика». Действие сериала разворачивается в 1980-х годах, во время зарождения первых мексиканских наркокартелей.
- «Во все тяжкие» (2008—2013) и «Лучше Звоните Солу» (2015—2022) — важную роль в сюжете обоих сериалов занимают функционеры неназванного мексиканского наркокартеля.